# ČSD-Baureihe E 499.3
Die Baureihe E 499.3 (ab 1988: Baureihe 163) sind elektrische Lokomotiven der einstigen Tschechoslowakischen Staatsbahn (ČSD) für das 3-kV-Gleichstromsystem im Norden und Osten der ehemaligen Tschechoslowakei.

## Geschichte
Die Lokomotiven wurden ab 1984 von Škoda in Pilsen in drei Bauserien à 60 Lokomotiven gefertigt. Konstruktiv basieren die Maschinen auf den Zweisystemlokomotiven ES 499.1 (heute Baureihe 363), jedoch erhielten die E 499.3 nur die Ausrüstung für den Gleichstrombetrieb.

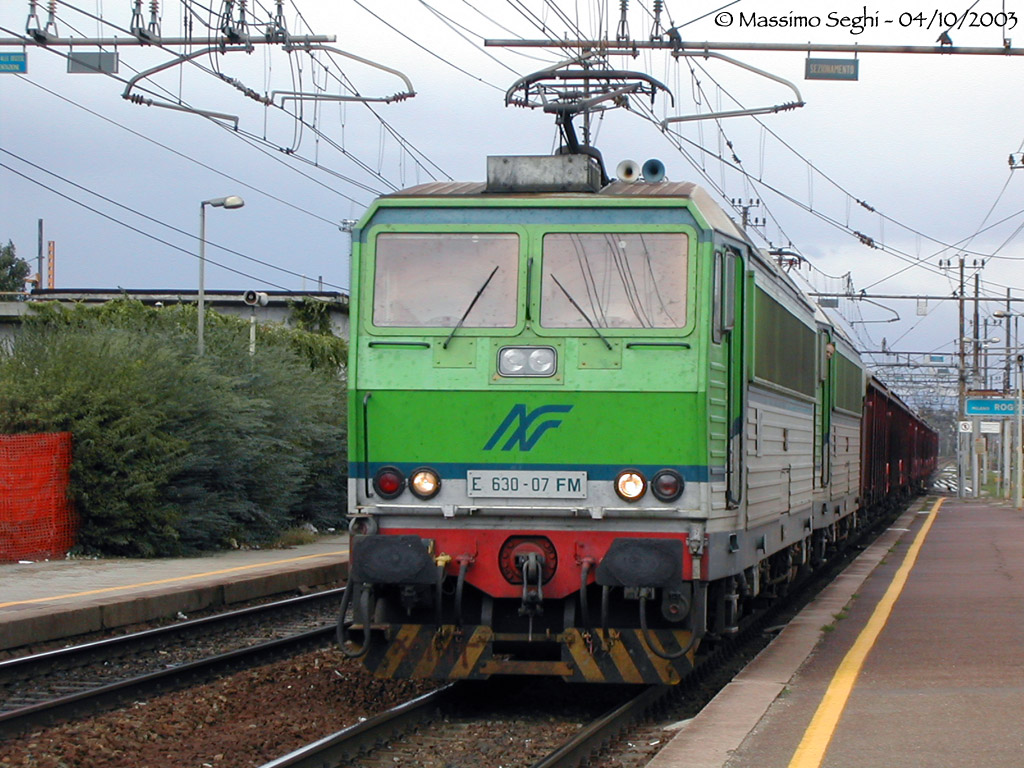
E 630-07 der FNME in Milano Rogoredo (2003)

Die Lokomotiven der Serie von 1991 wurden mit einer geänderten Getriebeübersetzung als Baureihe 162 für eine Höchstgeschwindigkeit von 140 km/h ausgeliefert. Die 1992 gebaute Serie wurde dann wiederum für nur 120 km/h Höchstgeschwindigkeit ausgelegt, um für Einsätze im Güterverkehr eine höhere Zugkraft zur Verfügung zu haben. Wegen finanzieller Probleme wurde diese Serie zunächst nicht abgenommen, so wurden neun Lokomotiven 1995 an die lombardische Bahngesellschaft Ferrovie Nord Milano Esercizio (FNME) verkauft. 40 Lokomotiven erwarben später die Tschechischen Bahnen ČD, die restlichen Lokomotiven gelangten 1995 zu den slowakischen ŽSR (heute: ZSSK).
Die neun nach Italien gelieferten Lokomotiven wurden 2010 vom tschechischen Eisenbahnverkehrsunternehmen RegioJet erworben und gelangten auf diesem Weg zurück nach Tschechien. Die gelb lackierten Lokomotiven tragen die Nummern 162 112–120.
Sowohl bei den ČD wie bei den ŽSR erfolgte später bei einem Teil der 162 ein Tausch der Drehgestelle mit denen der Zweisystemlokomotiven der Reihe 363, um bei diesen die Höchstgeschwindigkeit auf 140 km/h anzuheben. Die so umgebauten 162 wurden in die Baureihe 163 umgezeichnet.
Ab 2011 wurden die 30 Lokomotiven der Baureihe 163, die zu ČD Cargo gehörten, zu Zweisystemlokomotiven umgebaut und neu in die Reihe 363.5 eingeordnet. Die elektrische Ausrüstung wurde dabei grundlegend erneuert; die Leistungsregelung erfolgt nun über IGBT-Umrichter. Die Anfahrzugkraft wurde auf 300 kN angehoben und die Dauerleistung durch Aufarbeitung der Fahrmotoren auf 3600 kW erhöht, die nun in beiden Stromsystemen erreicht werden kann. Außerdem kann nun ein Teil der Bremsenergie in die Oberleitung zurückgespeist werden.
Ab 2020 sollten bis zu 18 weitere Lokomotiven von ČD-Cargo zu Zweisystemlokomotiven (363) umgebaut werden.
Seit 2012 wurden einige Lokomotiven der ČD mit Wendezugsteuerung ausgerüstet.
Von 2011 bis 2017 rekonstruierte die ZSSK insgesamt 26 Lokomotiven der Baureihen 163 mit einer Mehrsystemausrüstung für 3 kV und 25 kV und einem ETCS-Rechner samt Anhebung der Höchstgeschwindigkeit auf 160 km/h. Diese Lokomotiven wurden in die Baureihe 361 eingeordnet.
Die neun Lokomotiven von RegioJet sollen bis 2026 ebenfalls eine Mehrsystemausrüstung erhalten.

## Einsatz

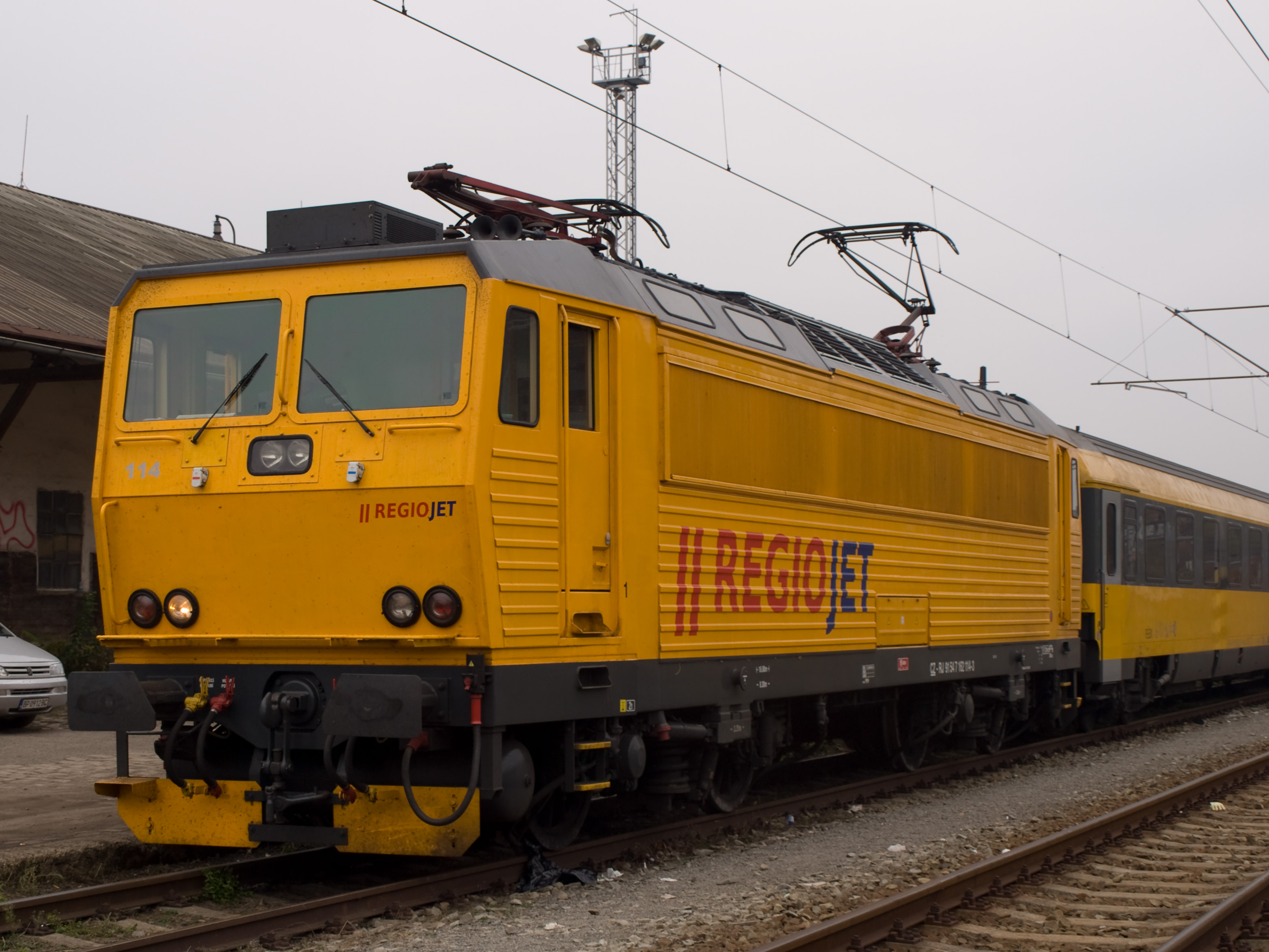
162 114 von RegioJet (2011)

Die Lokomotiven kommen vorzugsweise im Regionalverkehr, aber auch vor Schnellzügen zum Einsatz. Die Domäne der 140 km/h schnellen Lokomotiven der Baureihe 162 ist vor allem die Beförderung der Intercity und Schnellzüge auf den Strecken Praha–Děčín und Praha–Ostrava. Zeitweise wurden 16 Lokomotiven auch nach Polen an PKP-PR vermietet. Dort erhielten die Lokomotiven die nationale Reihenbezeichnung EU11.

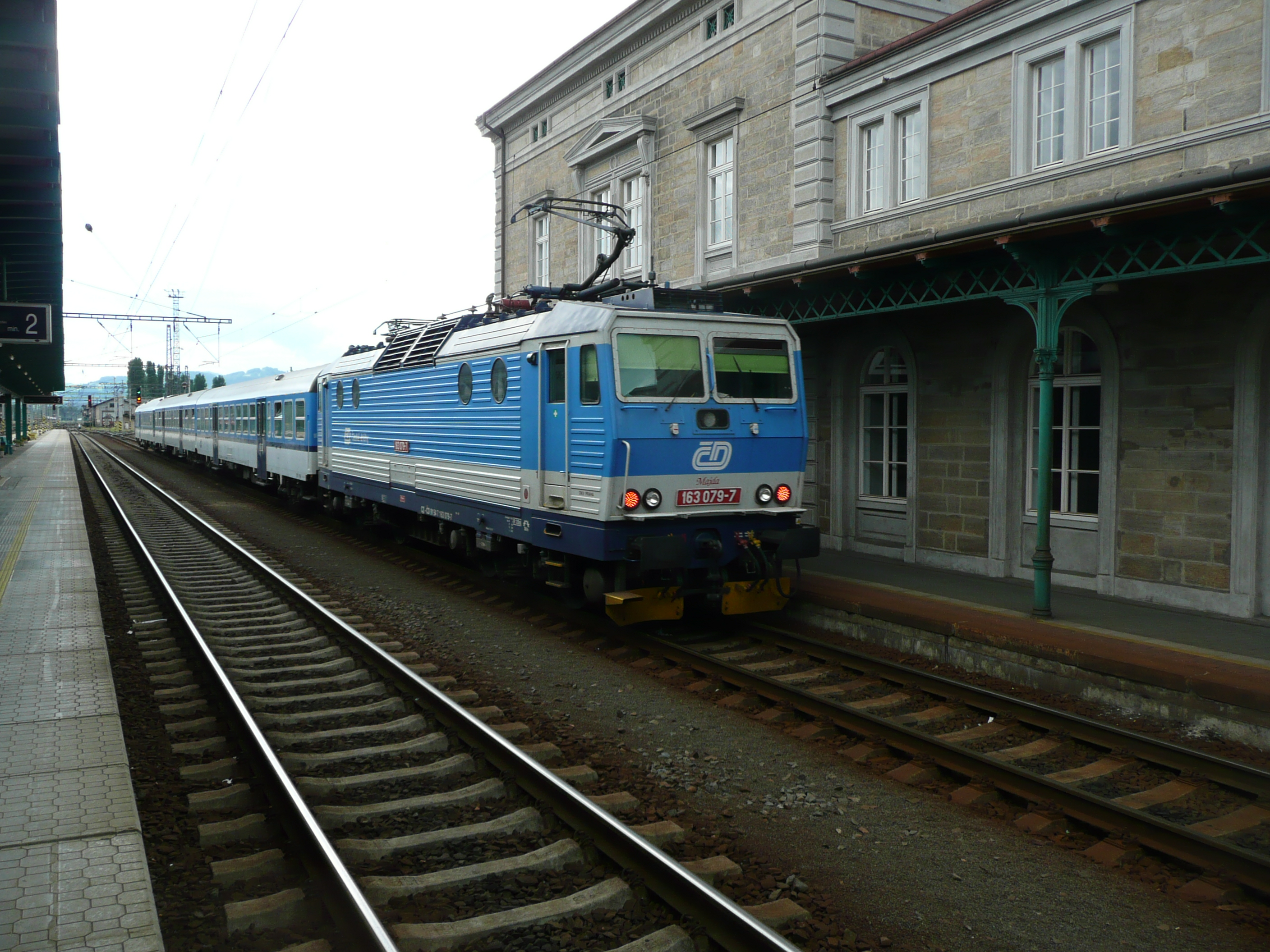
163 079 im Regionalzugdienst in Decin mit Wendezugsteuerung (2012)

Die neun Lokomotiven von RegioJet laufen mit ehemals österreichischen Eurofima-Wagen auf der Strecke Praha–Havířov.